# Maravilha (kommun i Brasilien, Alagoas)
Maravilha är en kommun i Brasilien.   Den ligger i delstaten Alagoas, i den östra delen av landet, 1 400 km nordost om huvudstaden Brasília. Antalet invånare är 10 276.
Omgivningarna runt Maravilha är huvudsakligen savann. Runt Maravilha är det ganska tätbefolkat, med 52 invånare per kvadratkilometer.